# Liste der denkmalgeschützten Objekte in Ober-Grafendorf
Die Liste der denkmalgeschützten Objekte in Ober-Grafendorf enthält die 9 denkmalgeschützten, unbeweglichen Objekte der Gemeinde Ober-Grafendorf im niederösterreichischen Bezirk Sankt Pölten-Land.

## Denkmäler
| Foto |                 | Denkmal                                                                         | Standort                                              | Beschreibung | Metadaten |
| ---- | --------------- | ------------------------------------------------------------------------------- | ----------------------------------------------------- | --- | --- |
| ja   | Datei hochladen | Schloss Fridau, „Neuschloss“ HERIS-ID: 33862 Objekt-ID: 31640                   | Fridau 1 Standort KG: Fridau                          | Das Neuschloss ist eine dreigeschoßige, dreiflügelige Anlage mit Ehrenhof. Der hofseitig siebenachsige Mittelteil wird dominiert vom dreiachsigen Mittelrisalit, in der Mitte der Gartenseite springt ein dreiachsiger Risalit polygonal aus der 13-achsigen Fassade hervor. | BDA-Hist.: Q1651450 Status: Bescheid Stand der BDA-Liste: 2025-06-30 Name: Schloss Fridau, „Neuschloss“ GstNr.: .1 Schloss Fridau                                                     |
| ja   | Datei hochladen | Gartengebäude, sog. Orangerie bzw. Pavillon HERIS-ID: 61405seit 2025            | Fridau 1 (Orangerie) Standort KG: Fridau              | Das Nebengebäude stammt aus der Bauzeit des Neuschlosses, in den 1750ern. | BDA-Hist.: Q135167767 Status: Bescheid Stand der BDA-Liste: 2025-06-30 Name: Gartengebäude, sog. Orangerie bzw. Pavillon GstNr.: .21, 33, 44/2 Schloss Fridau                         |
| ja   | Datei hochladen | Vorwerkanlage, „Altschloss“ HERIS-ID: 61403 Objekt-ID: 73818                    | Fridau 2 Standort KG: Fridau                          | Das sogenannte „Altschloss“ ist ein unregelmäßiger Gebäudekomplex und umfasst einen weiten, U-förmigen Hof. Die Gebäude bestehen im Kern teilweise seit dem 15. Jahrhundert und wurden seit Errichtung des Neuschlosses vor allem als Wirtschaftsgebäude genutzt. | BDA-Hist.: Q64765036 Status: Bescheid Stand der BDA-Liste: 2025-06-30 Name: Vorwerkanlage, „Altschloss“ GstNr.: .2/2, .2/1 Schloss Fridau                                             |
| ja   | Datei hochladen | Kanzleigebäude des Schlosses, ehem. Reitschule HERIS-ID: 33861 Objekt-ID: 31639 | Fridau 7 Standort KG: Fridau                          | Das Kanzleigebäude befindet sich westlich des Neuschlosses und wurde um das Jahr 1800 von einer Reitschule umgebaut. Das dreigeschoßige Gebäude wird aktuell als Wohnhaus genutzt. | BDA-Hist.: Q64765035 Status: Bescheid Stand der BDA-Liste: 2025-06-30 Name: Kanzleigebäude des Schlosses, ehem. Reitschule GstNr.: .20 Schloss Fridau                                 |
| ja   | Datei hochladen | Pfarrhof HERIS-ID: 50329 Objekt-ID: 55178                                       | Hauptplatz 1 Standort KG: Obergrafendorf              | Der L-förmige Bau ist zweigeschoßig und besteht seit dem 18. Jahrhundert. | BDA-Hist.: Q38039440 Status: § 2a Stand der BDA-Liste: 2025-06-30 Name: Pfarrhof GstNr.: 2/1                                                                                          |
| ja   | Datei hochladen | Kath. Pfarrkirche hl. Josef HERIS-ID: 34691 Objekt-ID: 33046                    | Hauptplatz 1 Standort KG: Obergrafendorf              | Die heute dem hl. Josef geweihte Pfarrkirche hat ihren Ursprung in der zweiten Hälfte des 15. Jahrhunderts. Sie wurde mit hoher Wahrscheinlichkeit über einem älteren Vorgängerbau erbaut. Das Langhaus der gotischen Pfeilerbasilika ist vierjochig ausgeführt, wobei sich das Mittelschiff in niedrigen Spitzbogenarkaden zu den Seitenschiffen öffnet. Über dem südlichen Seitenschiff finden sich Obergadenfenster aus dem 18. Jahrhundert, während an der Nordseite dieser Bereich durch die später ergänzte Empore eingenommen wird. | BDA-Hist.: Q2082863 Status: Bescheid Stand der BDA-Liste: 2025-06-30 Name: Kath. Pfarrkirche hl. Josef GstNr.: .3 Pfarrkirche Ober-Grafendorf                                         |
| ja   | Datei hochladen | Pranger HERIS-ID: 61417 Objekt-ID: 73832                                        | gegenüber Hauptplatz 5 Standort KG: Obergrafendorf    | Der Pranger wurde wahrscheinlich 1652 errichtet. | BDA-Hist.: Q38095869 Status: § 2a Stand der BDA-Liste: 2025-06-30 Name: Pranger GstNr.: 1264/5                                                                                        |
| ja   | Datei hochladen | Anlagenteile der Mariazeller Bahn HERIS-ID: 109463 Objekt-ID: 127089            | Werkstättenstraße 18 Standort KG: Obergrafendorf      | Am 4. Juli 1898 wurde der Bahnhof Ober-Grafendorf in Betrieb genommen. Damals bestand der Bahnhof aus dem Aufnahmegebäude, einem Magazin, der Laderampe und einer Wasserstation. Die Gleisanlagen umfassten 6 Weichen, 3 durchgehende Gleise sowie ein Stumpfgleis. In den folgenden Jahren wurde der Bahnhof oftmals umgebaut, bzw. erweitert. Im Zeitraum 1917/18 präsentierte sich der Bahnhof in folgendem erweitertem Ausmaß: eine Wagenhalle, ein Werkstättengebäude, zwei Hallen mit 9 Ständen, eine Schiebebühne, sowie alle zu den Werkstättenanlagen führenden Gleise kamen zum Bestand hinzu. Im Bau war der Rundlokschuppen und die Zugförderungsanlagen. 1918 wurde noch die Drehscheibe von St. Pölten Alpenbahnhof hierher verlegt. 1960 übersiedelte die gesamte Werkstätte nach St. Pölten. In all den Jahren wurden natürlich auch die Gleisanlagen saniert oder umgebaut, bei diesen Arbeiten wurde auch modernisiert, z. B. wurden schlanke Weichen verbaut und die Eisenmaste durch Betonmaste ersetzt. Seit 1999 schließlich, da es durch betriebliche Veränderungen (Kompletteinstellung des Güterverkehrs) weitere Veränderungen an den Gleisanlagen gab, präsentiert sich der Bahnhof weitgehend so, wie er heute vorzufinden ist. Ende 2010 büßte der Bahnhof weiter an Bedeutung ein, da die hier abzweigende Bahn nach Mank (früher bis Ruprechtshofen und Wieselburg) auch bekannt als „Krumpe“, eingestellt wurde. Im Rundlokschuppen und im angrenzenden Gelände findet man zahlreiche, abgestellte Nostalgiefahrzeuge, die vom Eisenbahnclub Mh.6 betreut werden. | BDA-Hist.: Q74920268 Status: Bescheid Stand der BDA-Liste: 2025-06-30 Name: Anlagenteile der Mariazeller Bahn GstNr.: 1286/1, 1286/13, .191, 1286/14, 1286/15 Bahnhof Ober-Grafendorf |
| ja   | Datei hochladen | Zwei Priestergräber HERIS-ID: 61416 Objekt-ID: 73831                            | gegenüber Friedhofgasse 1 Standort KG: Obergrafendorf | Das Grab vom 1834 verstorbenen Franz Joseph Leydenstöttner ist sarkophagähnlich geformt, das vom 1857 verstorbenen Timotheus Werner neugotisch dekoriert. | BDA-Hist.: Q38095858 Status: § 2a Stand der BDA-Liste: 2025-06-30 Name: Zwei Priestergräber GstNr.: 1217 Friedhof Ober-Grafendorf                                                     |